# Paolo Deganello
(Intervista di Amalia Di Carlo a Paolo Deganello, "House, Living and Business", 29 gennaio 2010)
Paolo Gino Deganello (Este, 9 settembre 1940) è un architetto e designer italiano.

## Biografia
Studia e si laurea in architettura nel 1966 a Firenze. Nel 1963 inizia la sua attività di progettista: una delle sue prime opere importanti è il restauro di Orsanmichele a Firenze per conto della Sovrintendenza ai monumenti. Nel 1966 insieme ad Andrea Branzi, Massimo Morozzi e Gilberto Coretti fonda il gruppo Archizoom Associati, il primo gruppo di architettura radicale. Successivamente si uniranno Lucia Morozzi e Dario Bartolini.
Dal 1974, anno di scioglimento del gruppo, lavora da solo con saltuarie collaborazioni. Sue opere sono custodite nel "Victoria and Albert Museum" e nel "Design Museum" di Londra, nel "Museum of Modern Art" di Toyama (Jp), nel "Denver Museum" di Denver (U.S.A.), nel "Vitra Design Museum" in Weil am Rhein (Germania), nel ”Museo do design“ del "Centro Cultural de Belem" di Lisbona, del "Museo del design" della Triennale di Milano. Nel 2003 ha fondato con altre personalità, all'Isia di Firenze, lsiatelier, un centro di progettazione e ricerca dedito esclusivamente al progetto di merci etiche ed ecocompatibili. Dal 2006 è professore all'ESAD di Matosiñhos (PT) nel corso di "Architettura degli Interni". Dal 2008 è professore di Progettazione alla Facoltà di Architettura di Alghero nel Corso di Disegno Industriale. Dal 2009 è professore di progettazione nel Master di Architettura Sostenibile all'ESAD di Porto.
Dal 2009 è l'ideatore, insieme ad Emilio Battisti (architetto), della controproposta per l'Expo 2015 di Milano denominata "Milano 2015 Expo Diffusa e Sostenibile".